# Fleischbachkees
Das Fleischbachkees ist ein Gletscher in der Rieserfernergruppe (Lenksteinkamm). Es erstreckt sich östlich der Staatsgrenze zu Italien im Gemeindegebiet von St. Jakob in Defereggen (Osttirol) zwischen Dreieggspitze und Lenkstein.

## Lage
Das Fleischbachkees gliedert sich in das Westliche bzw. Nördliche Fleischbachkees und das Südliche bzw. Östliche Fleischbachkees, wobei die Grenze am Fleischbachjoch verläuft. Das Nördliche Fleischbachkees erstreckt sich zwischen der Dreieggspitze (3030 m ü. A.), dem Kleinen Rotstein (3048 m ü. A.), dem Großen Rotstein (3147 m ü. A.), dem Mulle (3162 m ü. A.) und der Muklasspitze im Südwesten sowie den Wasserköpfen und der Fleischbachspitze (3157 m ü. A.) im Nordosten. Das Nördliche Fleischbachkees endet im Norden in rund 2760 Metern Höhe und entwässert nach Norden im Wesentlichen über zwei Abflüsse in den Fleischbach, der in die Schwarzach mündet. Der westlichere der beiden Abflüsse speist sich dabei aus einem kleinen Karsee.
Vom Südlichen Fleischbachkees haben sich nur noch Reste erhalten, die sich zwischen der Nordostflanke der Winkelspitze und dem Lenkstein erstrecken bzw. nördlich des Rosshorn liegen. Im darunterliegenden Talschluss befindet sich der durch das Abschmelzen des Fleischbachkees' ab etwa 1990 entstandene Sankt-Josef-See, der über den Seebach ebenfalls in die Schwarzach entwässert.

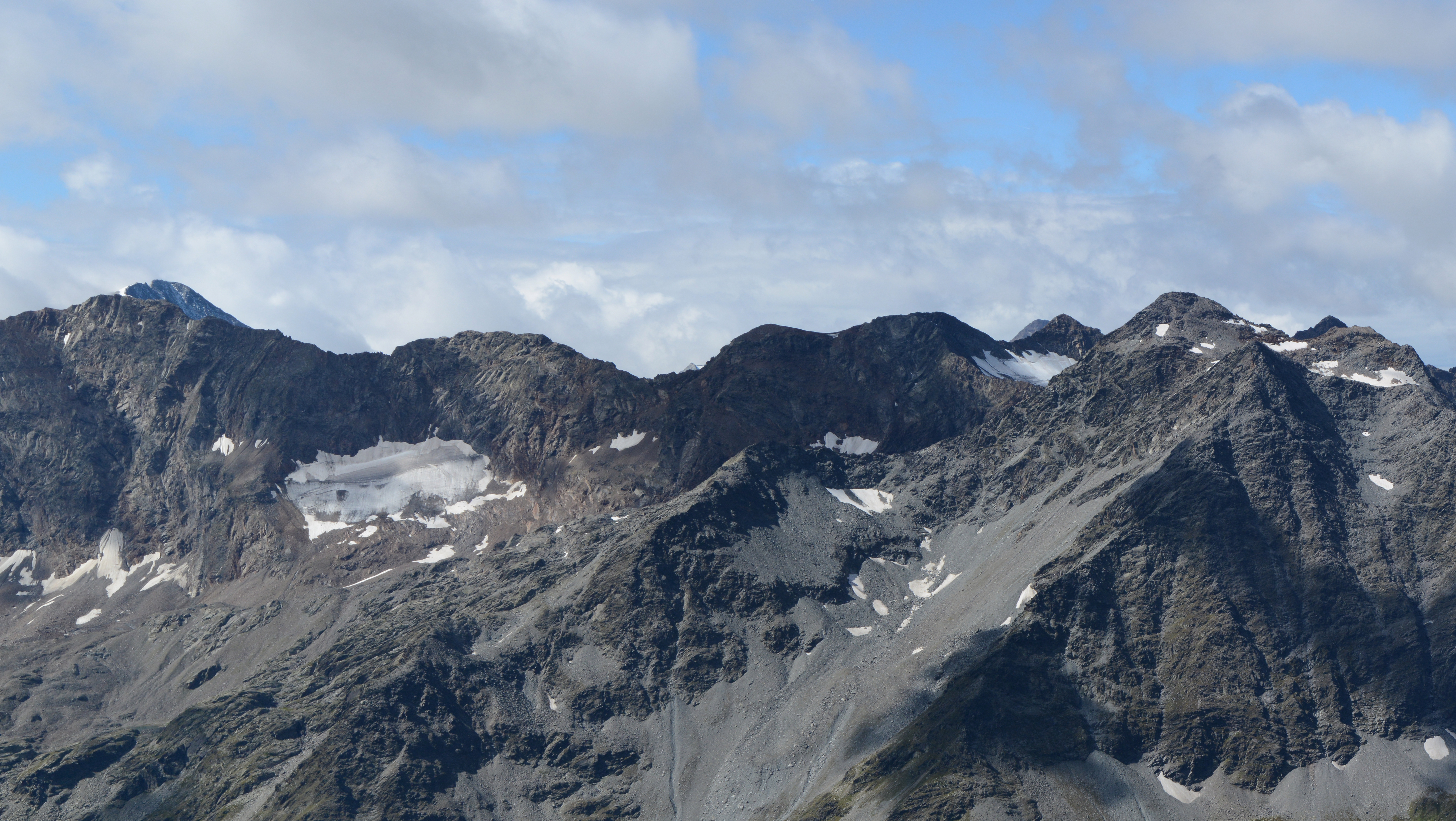
Reste des Südlichen Fleischbachkees (2016)
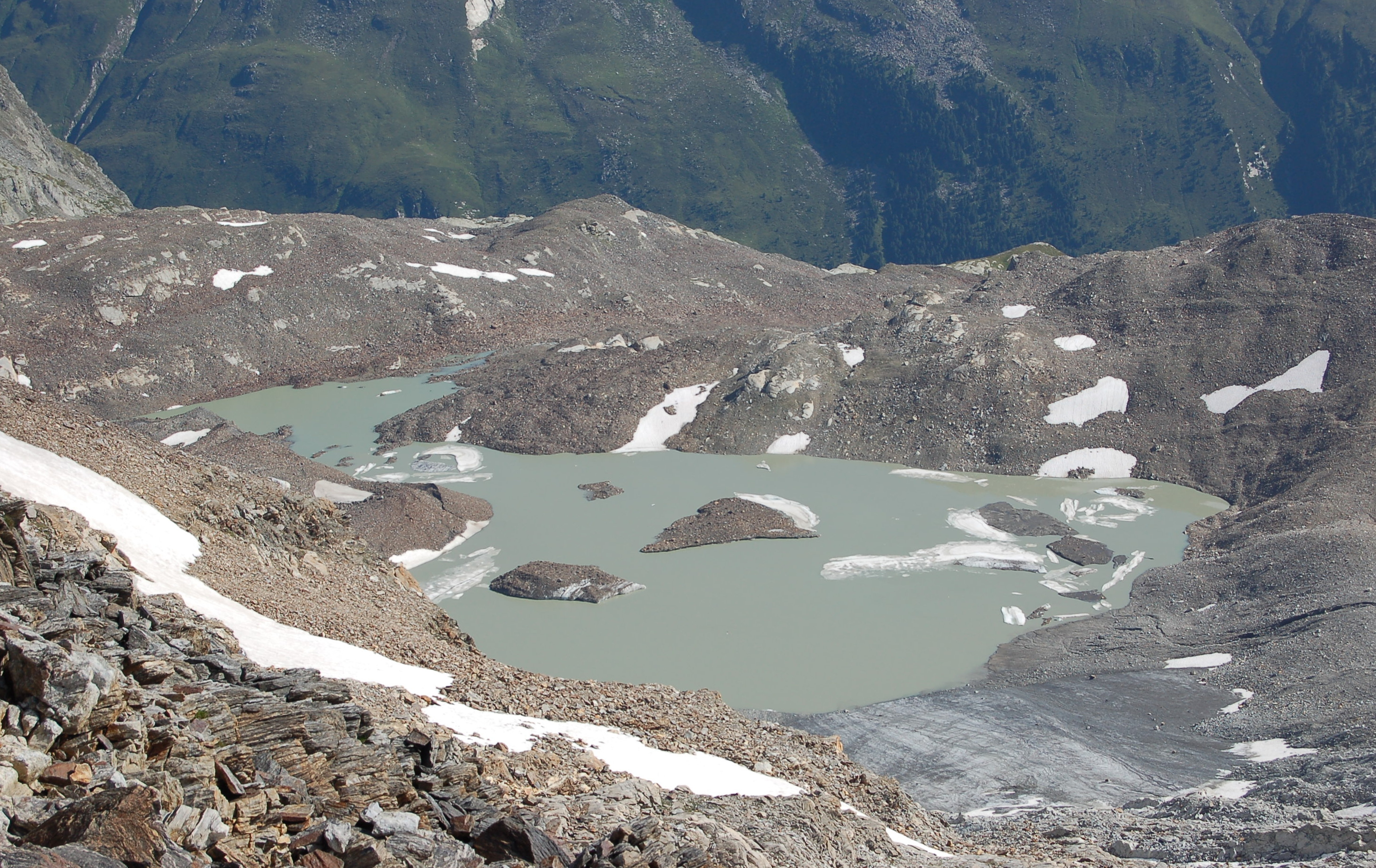
Der Sankt-Josef-See (2008)

## Geschichte
Das Nördliche Fleischbachkees reicht im Jahr 1850 mit einer schmalen Zunge über die Steilstufe der Wasserköpfe bis auf 2230 Meter hinab. Das Südliche Fleischbachkees reichte Mitte des 19. Jahrhunderts bis auf 2520 Metern hinab, wobei der Gletscher zusammenhängend von Firnbecken zwischen Fleischbachspitze und Mulle sowie zwischen Lenkstein und Rosshorn genährt wurde.